# Rhabanus-Maurus-Gymnasium St. Ottilien

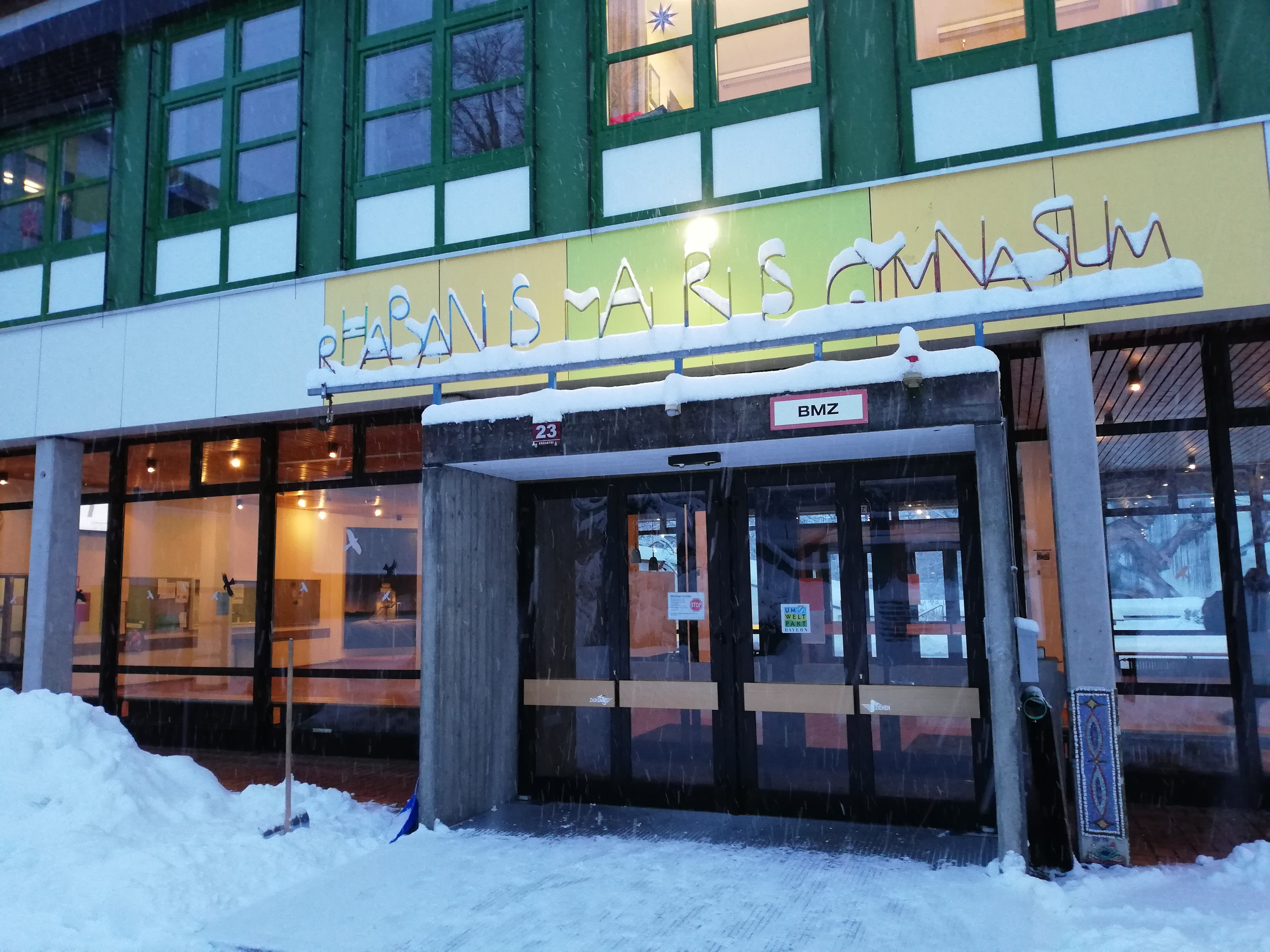
Haupteingang des Gymnasiums im Winter

Das Rhabanus-Maurus-Gymnasium St. Ottilien ist ein staatlich anerkanntes kirchliches Gymnasium in Trägerschaft des Schulwerks der Diözese Augsburg. Namensgeber der Schule ist der Mainzer Bischof Rhabanus Maurus.
Das humanistische Gymnasium mit neusprachlichem Zweig hat knapp 700 Schüler und schloss bei den Jahrgangsstufentests des bayerischen Kultusministeriums sowie des Bundeswettbewerbs Mathematik wiederholt als eines der besten Gymnasien in Bayern ab. Auf der Basis der Regel des Hl. Benedikt steht ein benediktinisch-ganzheitliches Bildungs- und Erziehungskonzept im Mittelpunkt, bei dem neben der sprachlichen vor allem auch der naturwissenschaftlich-technologischen sowie musischen und religiösen Bildung ein hoher Stellenwert zukommt. In der Region bekannt ist die Schule für ihr Zirkusprojekt, das etwa im drei- bis vierjährigen Turnus in Zusammenarbeit mit der Erzabtei St. Ottilien veranstaltet wird und seit 1991 etwa 15.000 Besucher auf das Gelände lockt.

## Lage
Das Rhabanus-Maurus-Gymnasium gehört zu Sankt Ottilien, einem Kloster der Benediktiner im oberbayerischen Landkreis Landsberg am Lech (nahe dem Ammersee). Es gehört zur Gemeinde Eresing. St. Ottilien liegt an der Ammerseebahn und verfügt über einen Bahnhof.

## Geschichte
Das Gymnasium wurde ursprünglich 1886/1887 als Missionsseminar, das heißt, eine als reine Buben-Internatsschule zur Ausbildung des Klosternachwuchses gegründet, nachdem im Kontext der deutschen Kolonialpolitik nach dem Kulturkampf Schulen zur Ausbildung von Missionszöglingen als Schulsonderform zugelassen wurden. Die Schüler bewältigten nicht nur den damals üblichen Lehrplan, sondern wurden zusätzlich gezielt auf ihre Aufgabe als Missionare vorbereitet.
Während des Zweiten Weltkrieges wurde die Schule geschlossen, da eine kirchliche Schule den Machthabern ein Dorn im Auge war. Die Gebäude dienten als Feldlazarett und nach dem Krieg als Auffanglager für displaced persons.
Seit 1973 ist das Gymnasium auch für Mädchen offen und ist seitdem auch mit einem neusprachlichen Zweig und mit einem Tagesheim ausgestattet. Bis 1976 wurde die Schule vom Kloster St. Ottilien getragen und finanziert, inzwischen ist das Schulwerk der Diözese Augsburg Schulträger. Aufgrund der kirchlichen Trägerschaft ist der Besuch des Religionsunterrichtes verpflichtend. Katholische und evangelische Schüler besuchen den ihrer Konfession entsprechenden Unterricht.

## Pflicht- und Wahlunterricht
Alle Schüler beginnen in der 5. Klasse mit Latein als erste Fremdsprache, in der 6. Klasse kommt Englisch als zweite Fremdsprache hinzu. Ab der 8. Klasse können sich die Schüler als dritte Fremdsprache zwischen Altgriechisch und Französisch entscheiden. Ab der 10. Klasse kann Latein abgelegt und stattdessen Chinesisch oder Italienisch gewählt werden, welche in diesem Fall dann auch in der Oberstufe belegt werden müssen. Spanisch und Chinesisch werden als Wahlkurse in verschiedenen Jahrgängen angeboten.
Das Gymnasium verfügt über ein eigenes Schwimmbad, weswegen Schwimmunterricht ein fester Bestandteil des Sportunterrichtes in allen Jahrgangsstufen ist. Darüber hinaus stehen mehrere Fußballplätze, ein Basketball- und ein Beachvolleyballplatz zur Verfügung. Tennis und Golf werden immer wieder als Wahlunterricht angeboten.
Am Nachmittag gibt es für alle Schüler ein reichhaltiges Angebot an Wahlkursen und Arbeitsgemeinschaften. Dazu zählen: Eine Schulgarten-AG, die sich mit der Pflege des Schulhofs und den Tieren auf dem Gelände beschäftigt und eher an die unteren Jahrgangsstufen gerichtet ist. Die Nutzgarten-AG für höhere Klassenstufen widmet sich dem Anbau von Gartennutzpflanzen. Das Webteam kümmert sich um die Wartung und die Inhalte der von Schülern selbst programmierten Schulwebsite. Im Fotokurs werden für Anfänger wie Fortgeschrittene Kenntnisse der Fotografie und Bildbearbeitung vermittelt, für verschiedene Altersklassen werden immer wieder Theaterproduktionen angeboten. Der Schulsanitätsdienst, unterstützt von der Gliederung Kaufering des Malteser Hilfsdienstes, leistet erweiterte Erste Hilfe im Schulalltag und übernimmt die Übergabe an den Rettungsdienst im Notfall.
Es gibt ein Blasorchester (Schülerblasorchester St. Ottilien - SBO), das neben Konzerten in der Schule auch oftmals bei externen Veranstaltungen im Landkreis auftritt. Daneben gibt es einen großen Chor mit Kammerchor und ein Streichorchester, die jeweils auch als Fach in der Oberstufe belegt werden können. Mit einem Unterstufenchor und einem Vororchester wird auch jüngeren Schülern die Möglichkeit geboten, sich musikalisch in der Schule einzubringen. Diverse kleinere Musikgruppen und Möglichkeiten zu musikalischem Einzelunterricht runden das Angebot ab.
Das Gymnasium verfügt mit der Heinz-Reinhardt-Sternwarte St. Ottilien über eine eigene Schulsternwarte, deren Pflege und Benutzung allen Mitgliedern der freiwilligen Astronomiekurse offensteht. Neben den genannten Gruppen gibt es auch immer wieder zusätzliche Angebote, die nur in bestimmten Jahren oder Klassenstufen angeboten werden.

## Schulleben
Die Schülermitverantwortung (SMV), zu denen die Schülersprecher, die Tutoren und der sogenannte Senat (Organisationsgremium) zählen, kümmern sich selbständig um die Organisation von Veranstaltungen für die Schüler. Dazu zählen unter anderem Tanzbälle, Kennenlernstunden für die neuen fünften Klassen, eine Faschingsparty und eine Weihnachtsfeier. Das zugehörige Technik-Team der SMV sorgt dabei für Musik- und Lichtanlagen sowie den notwendigen Aufbau.
Ein Ereignis von besonderer Aufmerksamkeit ist der jährlich im Februar/März stattfindende Informationsabend zur Neuaufnahme, bei dem sich große Teile der Schüler einbringen, ihre Schule bei interessierten Kindern und Eltern zu bewerben. Von der Schule werden auch die Interessen und Begabungen einzelner Schüler individuell gefördert. Dazu werden für unterschiedliche Projekte Raum geschaffen, die von Förderung der Teilnahme an mathematischen und naturwissenschaftlichen Wettbewerben bis hin zur Entwicklung eines autonom fahrenden Golffahrzeugs reichen.
Das Tagesheim ist eine vom Kloster St. Ottilien getragene Einrichtung, die eine Betreuung und ein erweitertes Freizeitangebot für die Kinder und Jugendlichen anbietet. Neben einem gemeinsamen Mittagessen und beaufsichtigter Studierzeit zum Erledigen der Hausaufgaben besteht hier die Möglichkeit zu Sport, kreativer Betätigung und selbst gestalteter Freizeit mit den Freunden aus der Schule am Nachmittag.

## Schulfahrten
Die Schule bietet diverse Fahrten und Studienreisen für alle Schüler an.
In der 5. Klasse findet der Besuch eines Schullandheims statt, in dem sich die Kinder besser in ihren Klassen kennenlernen sollen. Nachdem das Sakrament der Firmung im Rahmen der Schulgemeinschaft gespendet wird, findet in der 6. Klasse eine gemeinsame Vorbereitung auf die Firmung von etwa einer Woche mit Übernachtungen auf dem Klostergelände statt. In der 7. Klasse fährt die Jahrgangsstufe gemeinsam zu einer Skiwoche, in der 8. Klasse zu einer Wanderwoche. In der Jahrgangsstufe 9 können sich die Schüler zwischen einer politischen Bildungswoche in Würzburg oder Polen entscheiden. Im 10. Schuljahr fahren diejenigen, die Griechisch belegt haben, zu ausgewählten antiken Stätten in Griechenland, die, die Französisch lernen, machen einen Schüleraustausch mit Straßburg. In der 11. Klasse findet eine gemeinsame Fahrt nach Rom statt.
Zusätzlich werden für unterschiedliche P- und W-Seminare immer wieder Studienreisen angeboten, zuletzt beispielsweise nach Tansania und auf die Philippinen. Außerdem findet jährlich für den Chor und die Orchester eine Probenwoche in Kempten oder Marktoberdorf statt. Für individuellen Schüleraustausch unterhält das Rhabanus-Maurus-Gymnasium Beziehungen unter anderem nach China, Australien und Irland.

## Circus St. Ottilien

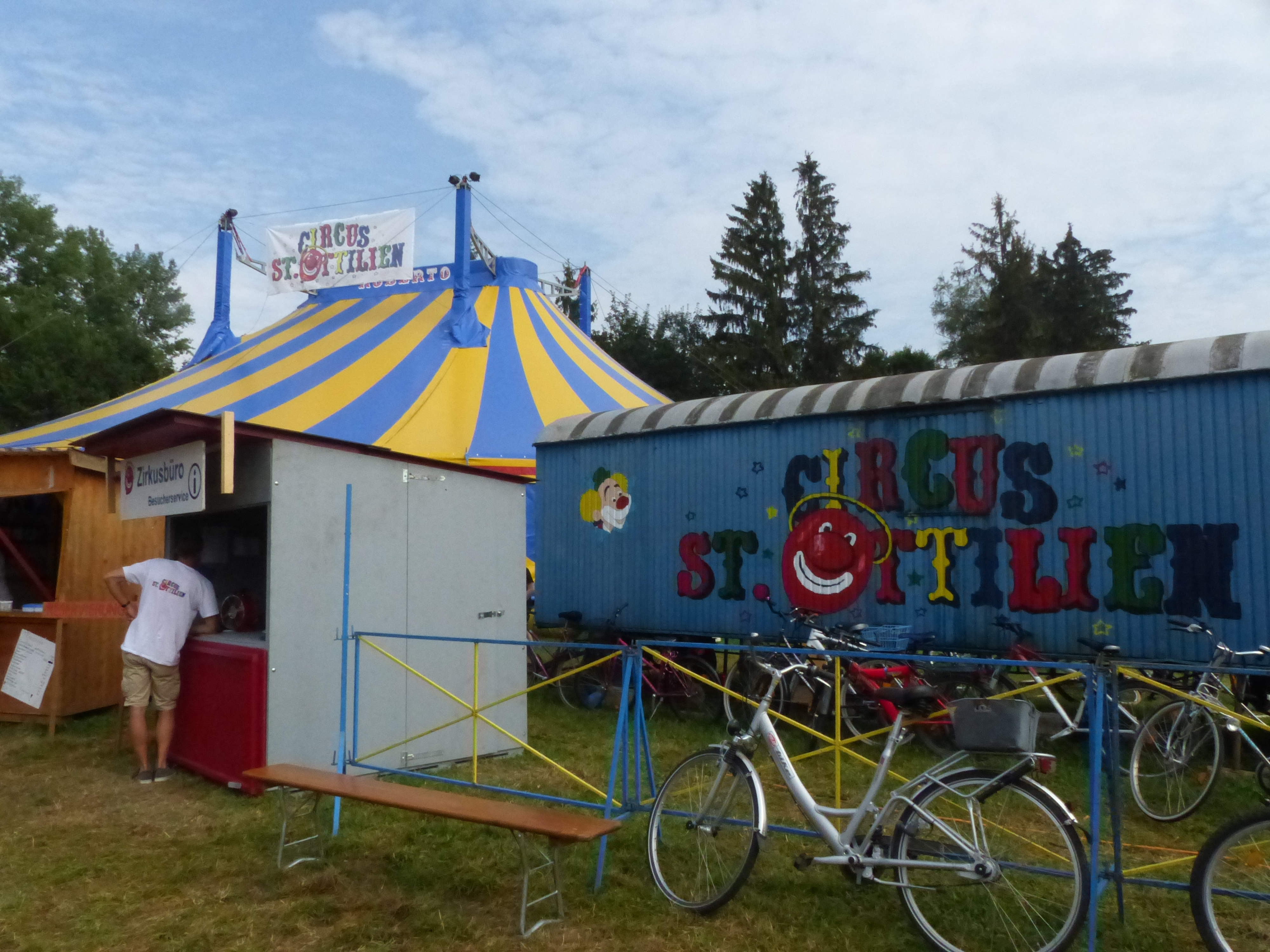
Circus St. Ottilien: Eingangsbereich des Geländes und Zelt im Hintergrund

Der Circus St. Ottilien, ursprünglich als ein Schulprojekt im kleinen Stil geplant, hat über die letzten drei Jahrzehnte gewaltige Ausmaße angenommen. Das Projekt ist teilweise auch überregional bekannt als eine der ersten Circusveranstaltungen, die komplett von einer Schule durchgeführt werden. Bis zu 15.000 Besucher wurden die letzten Jahre dabei auf dem Gelände im Laufe der zehn Tage verzeichnet. Für das alle drei bis vier Jahre stattfindende Ereignis beginnen Teile der Schüler schon jeweils über ein Jahr zuvor zu trainieren. Allen Schülern wird die Möglichkeit geboten, sich einzubringen, sei es in einer der unzähligen Nummern in der Manege, im Jahrmarkt auf dem Gelände, der den Besuchern Speisen und Spiele anbietet, oder in Unterstützungsteams im Hintergrund. Die Organisation und Planung wird traditionell von den Schülern der Oberstufe selbst übernommen, die in diesem Zuge verschiedene Circus-bezogene P-Seminare wählen können. Das Zelt mit Platz für bis zu 600 Besuchern wird dabei von einer befreundeten Circusfamilie geliehen, die den Rest des Jahres auf Tournee ist.

## Persönlichkeiten
- Ludwig Prinz von Bayern (* 1982)
- Teresa Boning (* 1988), Opernsängerin
- Klaus von Dohnanyi (* 1928), Politiker
- Hansjörg Durz (* 1971), Politiker[12]
- Josef Guggenmos (1922–2003), Lyriker
- Dietmar Herz (1958–2018), Politikwissenschaftler
- Tilmann Kleinjung, Journalist
- Ferdinand Kramer (* 1960), Historiker
- Albert Ostermaier (* 1967), Schriftsteller
- Kai Johannes Polzhofer (* 1989), Dirigent, Komponist
- Paulus Maria Weigele (* 1943), Benediktiner
- Notker Wolf (1940–2024), Benediktiner
- Tommy Wosch (* 1968), Hörfunkmoderator
- Anton Ziegenaus (1936–2024), Theologe und Hochschullehrer

## Ehemaligen- und Elternvereinigungen
Die Ehemaligenvereinigung Confœderatio Ottiliensis hat sich zum Ziel gesetzt, die persönlichen Bindungen der Schüler untereinander, zum Gymnasium und zum Kloster St. Ottilien zu fördern und das Gymnasium und das Kloster zu unterstützen. Die Mitgliederschaft setzt sich aus ehemaligen Schülern sowie Lehrkräften des Gymnasiums und des ehemaligen Missionsseminars zusammen.
Neben dem Elternbeirat gibt es mit den Ottilianer Eltern e.V. auch eine Elternvereinigung, die sich rege an allen Veranstaltungen und deren Gestaltung beteiligen. Darüber hinaus wird das Gymnasium finanziell durch die Gruppe der Förderer und Freunde des Rhabanus-Maurus-Gymnasiums unterstützt.